# Wisła Puławy
Wisła Puławy ist ein polnischer Fußballverein aus Puławy in der Woiwodschaft Lublin. 2024 spielt der Verein in der 3. Liga, der vierthöchsten polnischen Spielklasse.

## Geschichte
Wisła Puławy wurde im April 1923 gegründet. Der Verein hat neben der Fußballabteilung auch Abteilungen für Leichtathletik, Schwimmen, Gewichtheben und seit 2003 durch Fusion mit anderen Vereinen auch eine Handballabteilung namens Azoty-Puławy.
Von 1983 bis 1992 spielte der Fußballverein in der 3. Liga, das beste Endergebnis war ein 3. Platz in der Saison 1984/85. Danach spielte der Verein viele Jahre in unterklassigen regionalen Ligen. In der Saison 2008/09 schaffte der Verein den Aufstieg in die 3. Liga. Im gleichen Jahr gewann der Verein den regionalen Pokalwettbewerb und qualifizierte sich für den Puchar Polski, in dem er in der 2. Runde an der Reserve von Bytovia Bytów scheiterte. Bereits nach zwei Spielzeiten in der 3. Liga stieg Wisła Puławy erneut auf und spielte damit erstmals in der 2. Liga. Nach mehreren Jahren in der 2. Liga beendete der Verein die Saison 2015/16 auf dem 4. Platz, was ein Spiel um den Aufstieg in die 1. Liga gegen MKS Kluczbork bedeutet hätte. Durch den Lizenzentzug von Zawisza Bydgoszcz entfiel das Spiel und somit schaffte Wisła Puławy den erstmaligen Aufstieg in die zweithöchste polnische Liga. In seiner bislang einzigen Saison in der 1. Liga verpasste der Verein den Klassenerhalt und stieg wieder in die 2. Liga ab. Nach einem weiteren Abstieg in der Folgesaison tritt der Verein seit 2018 in der 3. Liga an.